# Arteria circumflexa ilium profunda

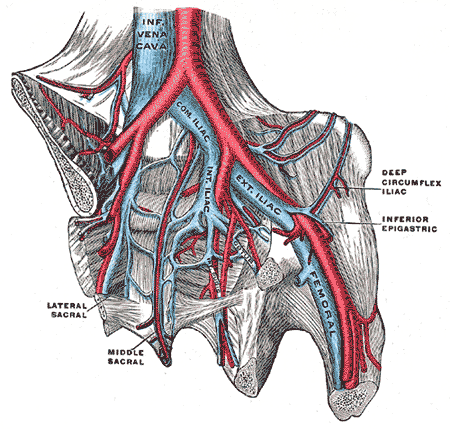
Arterien am Beckeneingang des Menschen

Die Arteria circumflexa ilium profunda („tiefe, das Darmbein umgreifende Arterie“) ist beim Menschen – neben der Arteria epigastrica inferior – der einzige Abgang aus der äußeren Beckenschlagader (Arteria iliaca externa). Auch bei den meisten übrigen Säugetieren entspringt die Arterie aus der äußeren Beckenschlagader, bei Raubtieren jedoch direkt aus der Aorta.
Die Arteria circumflexa ilium profunda zieht hinter dem Leistenband (Ligamentum inguinale), in eine Faszienhülle eingebettet, in Richtung der vorderen oberen Darmbeingräte (Spina iliaca anterior superior). Sie durchbohrt die innere Rumpffaszie (Fascia transversalis) und den queren Bauchmuskel (Musculus transversus abdominis). Anschließend gibt sie einen aufsteigenden Ast (Ramus ascendens) ab, der zwischen querem und inneren schiefen Bauchmuskel (Musculus obliquus internus abdominis) aufsteigt und die seitliche Bauchwand (Flanke) versorgt. Dieser Ast hat eine Bedeutung bei Operationen in der Flanke, weil zwischen diesen Muskelschichten verstärkt mit Blutungen gerechnet werden muss. Bei Tieren wird der fortlaufende Ast der Arteria circumflexa ilium profunda als absteigender Ast (Ramus descendens) bezeichnet, der in der Kniefalte in Richtung Knie zieht.
Die Arteria circumflexa ilium profunda und ihr Ramus ascendens anastomosieren in ihrem Verlauf mit mehreren benachbarten Gefäßen: Arteria circumflexa femoris lateralis, Ramus iliacus der Arteria iliolumbalis und Arteria glutaea superior.